# Бановина Славонија
Бановина Славонија (лат. Banatus Sclavoniae) је назив за покрајину средњовековне Угарске. Настала је почетком 13. века у склопу административног преуређења угарских жупанија између реке Драве и планине Гвозда.. Главни управни органи су били славонски бан и Славонски сабор. Временом је издигнута на степан круновине, у рангу краљевине (лат. Regnum Sclavoniae), тако да су угарски краљеви од краја 15. века у свој проширени владарски наслов унели и титулу краља Славоније (лат. Rex Sclavoniae).

## Историја
Највише земаљско и политичко тело у средњовековној Славонији био је Славонски сабор, чија су прва заседања одржана у 13. веку. Ово представничко тело је одражавало феудалну структуру тадашњег друштва, а чинило га је племство и свештенство са подручја славонских жупанија. Највећи утицај на вођење земаљске управе имали су славонски банови и подбанови (као представници краљевске власти) и загребачки бискупи (као највиши представници црквене власти). Велики утицај су такође остваривале и најмоћниј славонске феудалне породице.